# McMasterova univerzita
McMasterova univerzita (anglicky: McMaster University), často nazývaná jen McMaster nebo Mac, je veřejná výzkumná univerzita sídlící v kanadském městě Hamilton. Založena byla 23. dubna 1887. Nese jméno Williama McMastera, kanadského senátora a bankéře, který pro založení univerzity vyčlenil ve své poslední vůli 900 000 kanadských dolarů ze svého dědictví. Hlavní kampus se rozkládá na 121 hektarech poblíž rezidenčních čtvrtí Ainslie Wood a Westdale, v sousedství Královské botanické zahrady. Univerzita je rozčleněna na šest fakult. Až do roku 1957 vedla univerzitu baptistická církev (Canadian Baptists of Ontario and Quebec), což se stále odráží v univerzitním hesle "V Kristu vše spočívá", jež se v řecké verzi nachází i ve znaku univerzity (Τὰ πάντα ἐν Χριστῷ συνέστηκεν). Původně univerzita sídlila v Torontu, roku 1930 se přemístila do Hamiltonu. V roce 2024 měla okolo 32 000 studentů v bakalářských a magisterských oborech a více než 5000 studentů postgraduálních.